# Peder Schumacher

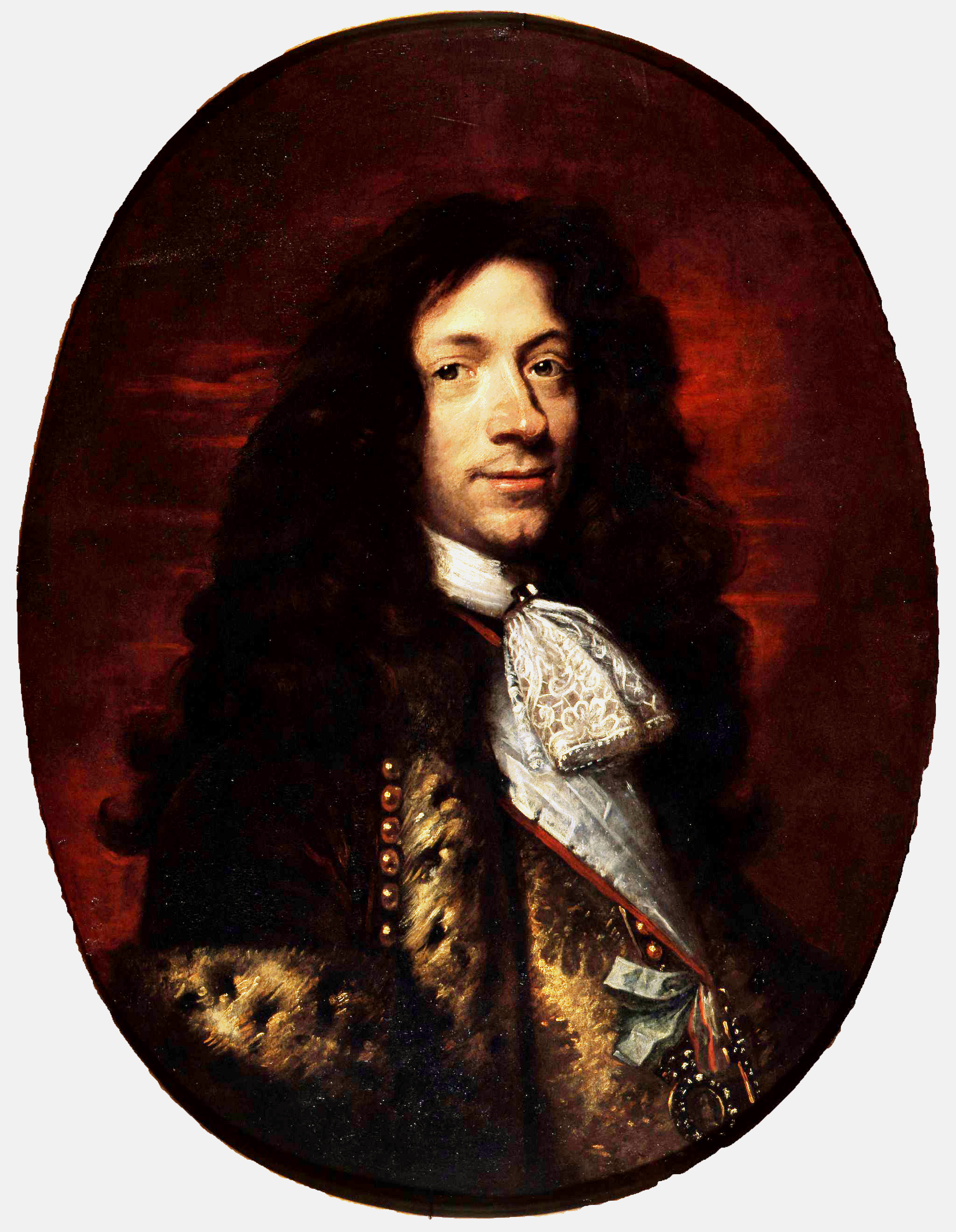
Peder Schumacher retrato de Abraham Wuchters en 1672.

El conde Peder Griffenfeld (antes de acceder a la nobleza Peder Schumacher) (24 de agosto de 1635 – 12 de marzo de 1699) fue un hombre de estado dinamarqués.

## Biografía
Nació en Copenhague en el seno de una rica familia comerciante conectada con círculos del poder cívico, religioso y erudito de la capital de Dinamarca, comenzó su escolarización con Jens Vorde a los 10 años de edad. Vorde alaba sus extraordinarias dotes, su dominio de las lenguas clásicas y su dedicación al trabajo. El excelente desempeño en sus exámenes preliminares la ganó la amistad de su examinador el Obispo Jasper Brokman, en cuyo palacio conoce al rey Federico III de Dinamarca. El rey quedó sorprendido con Schumacher; y Brokman, orgulloso de su pupilo, lo hizo traducir un capítulo de la Biblia en Hebreo primero al Latín y luego al danés, para entretener al monarca.
En 1654 el joven Schumacher viaja al exterior durante un lapso de ocho años, para completar su educación. Desde Alemania se traslada a Holanda permaneciendo en Leiden, Utrecht y Ámsterdam, y en 1657 recala en el the Queen's College, Oxford, donde permanece tres años. Los eventos que tuvieron lugar durante esta época en Inglaterra mientras estaba en Oxford le interesaron en gran medida. Coincidiendo con la revolución en Dinamarca, que dejó abierta una oportunidad a las clases medias, se convenció de que su futuro estaba en la política. En el otoño de 1660 Schumacher visita Paris, poco tiempo luego de la muerte de Mazarino, cuando el joven Luis XIV de Francia por primera vez se hace con las riendas del poder. Schumacher quedó muy impresionado por la superioridad administrativa de una monarquía fuertemente centralizada en manos de un monarca energético que sabía que es lo que quería; y tanto en la política, como en las costumbres Francia será su modelo a partir de ese momento. El último año de sus viajes lo pasó en España, donde adquirió un buen conocimiento del idioma castellano y de su literatura. Se dice que a su regreso a Dinamarca trajo una moralidad relajada y unos modales refinados.

## Carrera
A su regreso a Copenhague, en 1662, Schumacher se encontró con que la monarquía se asentaba sobre las ruinas de la aristocracia, y dispuesta a contratar los servicios de todo hombre de clase media que tuviera talentos especiales. El joven aventurero se aseguró la protección de Kristoffer Gabel, el confidente del rey, y en 1663 fue designado el bibliotecario real. Una amistad romántica con el bastardo del rey, el conde Ulrik Frederik Gyldenløve, consolidó su posición. En 1665 Schumacher obtuvo su primer puesto político como secretario del rey, y ese mismo año compuso la memorable Kongelov (Ley Real). Se había convertido en un personaje de la corte, donde se granjeó la simpatía de muchos con su amabilidad y espíritu; y se comenzaba a percibir su influencia en temas políticos.
Al morir Frederick III (1670) Schumacher era el consejero real de su mayor confianza. Solo él sabía de la existencia del nuevo trono fabricado con marfil de morsa decorado con tres leones de tamaño natural de plata, y de los nuevos elementos reales, tesoros que, siguiendo órdenes del rey, había escondido en una celda debajo del castillo real. Frederick III también le había hecho entrega de un paquete sellado que contenía el Kongelov, el cual solo debía ser entregado a su sucesor. En su lecho de muerte Frederick III le recomendó a Schumacher su hijo. "Conviértelo en un gran hombre pero hazlo despacio," dijo Frederick, quien entendía las personalidades de su hijo y de su ministro. Cristián V estaba impresionado por la confianza que su padre le tenía a Schumacher. Cuando el 9 de febrero de 1670, Schumacher entregó el Kongelov a Christian V, el rey pidió que se retiraran todos los que estaban en su presencia, y luego de estar reunido una hora con Schumacher lo designó su Obergeheimesekreter.
Su ascenso fue rápido. En mayo de 1670 se le otorgaron los títulos de excelencia y Consejero; en julio de ese mismo año fue hecho noble con el nombre de Griffenfeld, su título se deriva del grifo dorado con alas abiertas que estaba en su escudo de armas; en noviembre de 1673 fue nombrado conde, caballero de la Orden del Elefante y finalmente, canciller imperial. En el curso de los próximos meses abarcó cada rama del gobierno: había llegado al apogeo de su grandeza la cual tendría una corta duración.
Había cautivado al experto Frederick III con sus conocimientos literarios y sus especulaciones mentales; y se impuso sobre el obtuso e ignorante Cristián V ahorrándole problemas, pensando y actuando en su nombre, a la vez que le hacía creer al rey que era el mismo rey quien estaba pensando y actuando de manera autónoma. No solo ello, sus cualidades de dirección se complementaban con un talento para organizar el cual se hizo sentir en cada departamento del estado, y con una maravillosa capacidad de adaptación que lo convertía en un gran diplomático.
El 25 de mayo de 1671 Dinamarca estableció los títulos de conde y barón; unos meses después se creó la Orden de Dannebrog como una forma nueva de ganar adherentes mediante reconocimientos de favor. Griffenfeld fue el creador de estas nuevas instituciones. Él consideraba que la monarquía era la forma de gobierno ideal. Pero también perseguía un objetivo político. La aristocracia de nacimiento, a pesar de sus problemas y reveses, aun era la élite de la sociedad; y Griffenfeld, el hijo de un burgués, era su enemigo más acérrimo. Los nuevos baronazgos y condados, que debían su existencia exclusivamente a la corona, eran un poderoso solvente de los círculos aristocráticos. Griffenfeld se dio cuenta de que en el futuro, el primero en la corte sería el primero en todos los sitios. Mucho se hizo para promover el comercio y la industria, muy especialmente el resucitamiento de la Kammer Kollegium, o consejo de comercio, y la abolición de algunos de los monopolios más dañinos. Tanto la administración central como la de las provincias fueron reformadas en gran medida con la idea de hacerlas más centralizadas y eficientes; y se definieron con precisión por primera vez las posiciones y deberes de los diversos magistrados, que ahora pasaban a ganar salarios fijos. Pero lo que Griffenfeld creaba, Griffenfeld necesitaba controlar, y no pasó mucho tiempo antes de que fuera a inmiscuirse en la jurisdicciones de los nuevos departamentos del estado mediante conferencias privadas con sus jefes. Sin embargo, es un hecho indiscutible que bajo la dirección unificada de esta mente brillante, el estado dinamarqués era ahora capaz, durante un tiempo, de utilizar todos sus recursos como nunca antes lo había hecho.
Durante los últimos tres años de su administración, Griffenfeld se dedicó por completo a conducir la política exterior de Dinamarca. Es difícil darse una idea clara de ello, en primer lugar porque su influencia estaba permanentemente entorpecida por tendencias opuestas; además la fuerza de las circunstancias lo obligaban a modificar numerosas veces sus posiciones; y finalmente porque consideraciones de carácter personal se entremezclaban con su política exterior, y la hacían más ambigua y difusa que lo que debería haber sido. En breve, Griffenfeld tenía por objetivo elevar nuevamente a Dinamarca al rango de una gran potencia. Su plan era conseguir esto mediante un cuidadoso uso de sus recursos, y mientras asegurarla y enriquecerla mediante alianzas, que proveerían grandes ingresos a la vez que imponían muy pocas obligaciones. Implementar una política de este tipo tentativa y condicionada, en un periodo de tensión universal y revueltas, era muy difícil; pero Griffenfeld no consideraba fuera algo imposible de lograr
La primera demanda de tal política fue la paz, especialmente la paz con el vecino más peligroso de Dinamarca, Suecia . El segundo postulado era una base financiera sólida, que esperaba que la riqueza de Francia suministrara en forma de subsidios para gastar en armamentos. Sobre todo, Dinamarca debía tener cuidado de hacer enemigos de Francia y Suecia al mismo tiempo. Una alianza, en términos bastante iguales, entre los tres poderes, sería, en estas circunstancias, la consumación del sistema de Griffenfeld; una alianza con Francia para excluir a Suecia sería la siguiente mejor política; pero una alianza entre Franciay Suecia, sin la admisión de Dinamarca, debía evitarse a toda costa. Si la política de Griffenfeld hubiera tenido éxito, Dinamarca podría haber recuperado sus antiguas posesiones en el sur y el este a un precio relativamente bajo. Pero una y otra vez fue anulado. A pesar de sus protestas abiertas y su contra minería subterránea, la guerra se declaró en realidad contra Suecia en 1675, y su política posterior parecía tan oscura y peligrosa para aquellos que no poseían la pista de la madeja enredada quizás deliberadamente, que los numerosos enemigos a quienes su arrogancia y la superioridad se había levantado contra él, decidido a destruirlo.

## Juicio de Estado
El 11 de marzo de 1676, mientras se dirigía a los apartamentos reales, Griffenfeld fue arrestado en nombre del rey y llevado a la ciudadela, un prisionero de estado. Un minucioso escrutinio de sus documentos, que duró casi seis semanas, no reveló nada traicionero ; pero proporcionó a los enemigos del estadista caído un arma mortal contra él en forma de una entrada en su diario privado, en el que había anotado imprudentemente que en una ocasión Christian V en una conversación con un embajador extranjero había hablado como un niño . El 3 de mayo, Griffenfeld no fue juzgado por el tribunal habitual, en tales casos el Højesteret, o tribunal supremo, pero por un tribunal extraordinario de 10 dignatarios, ninguno de los cuales estaba particularmente bien dispuesto hacia el acusado. Griffenfeld, acusado de simonía, soborno, incumplimiento de juramento, malversación y lesa majestad, condujo su propia defensa bajo todas las dificultades imaginables.
Durante cuarenta y seis días antes de su juicio, estuvo encerrado en una mazmorra, sin luces, libros ni material de escritura. Toda asistencia legal se le negó ilegalmente. Sin embargo, demostró ser todo un rival para la acusación. Finalmente, fue condenado a la degradación y decapitación; aunque uno de los diez jueces no solo se negó a firmar la sentencia, sino que protestó en privado con el rey contra su injusticia. El delito principal del ex canciller fue la toma de sobornos, algo que ninguna manipulación de la ley podría convertir en un delito capital, mientras que el cargo de traición no había sido confirmado.
Griffenfeld fue perdonado en el andamio, en el mismo momento en que el hacha estaba a punto de descender. Al enterarse de que la sentencia fue conmutada por el encarcelamiento de por vida, declaró que el perdón era más difícil que el castigo y solicitó en vano permiso para servir a su rey por el resto de su vida como soldado común. Durante los siguientes veintidós años, el mejor estadista de Dinamarca fue un prisionero solitario, primero en la fortaleza de Copenhague y finalmente en Munkholmen, en el fiordo de Trondhjem , donde murió. Griffenfeld se había casado con Kitty Nansen, la nieta del gran burgomaestre Hans Nansen, quien le aportó lo que hoy sería medio millón de dólares. Ella murió en 1672, después de darle una hija.
Griffenfeldsgade, una calle en Nørrebro, Copenhague, así como la isla Griffenfeld en el sureste de Groenlandia, fueron nombradas en su honor.

## Legado
Dejó a Dinamarca convertida en una potencia fuerte tras las guerras contra la Suecia de Carlos XI y las amenaza de la 
Guerra Escanesa.